# Sun Devils d'Arizona State
Les Sun Devils d'Arizona State (en anglais : Arizona State Sun Devils) sont un club omnisports universitaire de l'université d'État de l'Arizona. Les équipes des Sun Devils participent aux compétitions universitaires organisées par la National Collegiate Athletic Association. Le surnom de « Sun Devils » fut adopté en 1946. Tous sports confondus, les Sun Devils ont remporté 16 titres nationaux. En 2024, Arizona State quitte la Pacific-12 Conference pour rejoindre la Big 12 Conference.
La plus fameuse équipe des Sun Devils est celle de football américain qui évolua de 1931 à 1961 en Border Conference avant de rejoindre la Western Athletic Conference de 1961 à 1978. Depuis lors, Arizona State joue en Pac 10 puis la Pac 12 jusqu'en 2024. L'équipe utilise le Sun Devil Stadium, enceinte de 73 379 places inaugurée en 1958.
Outre le football américain, l'équipe de baseball et softball connaissent un certain succès, avec respectivement cinq titres nationaux (College World Series : 1965, 1967, 1969, 1977 et 1981) et deux titres nationaux (1972 et 1973) et une présence régulière en phases de playoffs.

## Membres célèbres

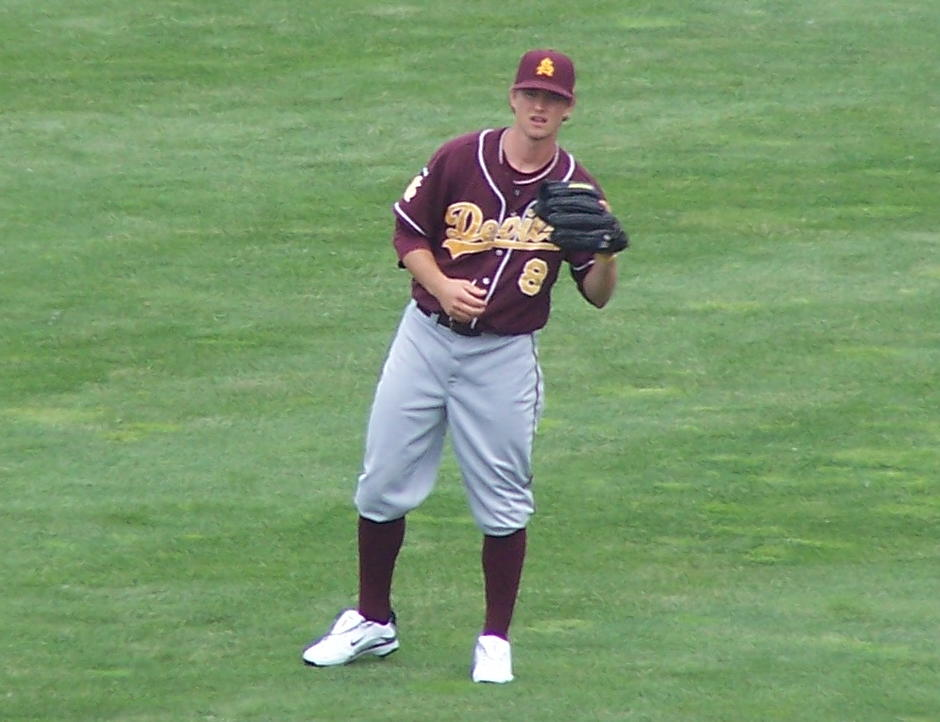
Mike Leake, de l'équipe de baseball des Sun Devils d'Arizona State, durant les College World Series de 2009.

### Athlétisme
- Alizée Minard

### Baseball
- Barry Bonds
- Reggie Jackson
- Ian Kinsler
- Dustin Pedroia
- Jeff Pentland

### Basket-ball
- James Harden
- Luguentz Dort

### Football américain
- Adam Archuleta
- Mike Haynes
- Todd Heap
- Levi Jones
- Isaiah Mustafa
- Jake Plummer
- Pat Tillman
- Brock Osweiler

### Golf
- Paul Casey
- Phil Mickelson
- Jon Rahm

### Natation
- Léon Marchand

### Autres sports
- Courtney Simpson, expulsée de l'équipe de pom-pom girls en 2004, pour avoir joué dans un film pornographique tout en portant l'uniforme de son équipe universitaire.